# Bermuda International 1994
Die Bermuda International 1994 im Badminton vom 6. bis zum 8. Mai 1994 statt. 

## Sieger und Platzierte
| Disziplin    | Gold                           | Silber                       | Bronze                        |
| ------------ | ------------------------------ | ---------------------------- | ----------------------------- |
| Herreneinzel | Steve Isaac                    | Manfred Tripp                | Randy Brangman                |
| Herreneinzel | Steve Isaac                    | Manfred Tripp                | Harold Minors                 |
| Dameneinzel  | Ailsa Campbell                 | Julie Durrant                | Christine Barnes              |
| Dameneinzel  | Ailsa Campbell                 | Julie Durrant                | Claire Norbury                |
| Herrendoppel | Steve Isaac Manfred Tripp      | Randy Brangman Harold Minors | Kenny Bremar Dave Wellman     |
| Herrendoppel | Steve Isaac Manfred Tripp      | Randy Brangman Harold Minors | Glyn Jones Peter Zammit       |
| Damendoppel  | Claire Norbury Shonette Wilson | Sue Newell Angela Zammit     | Jackie Hart Heather Ross      |
| Damendoppel  | Claire Norbury Shonette Wilson | Sue Newell Angela Zammit     | Christine Barnes Lisa Ferrari |
| Mixed        | Steve Isaac Shonette Wilson    | Harold Minors Ailsa Campbell | Peter Zammit Angela Zammit    |
| Mixed        | Steve Isaac Shonette Wilson    | Harold Minors Ailsa Campbell | Kenny Bremar Claire Norbury   |